# Cumpleaños total
«Cumpleaños total» es el segundo sencillo del álbum de Los Planetas Una semana en el motor de un autobús.

## Lista de canciones
1. Cumpleaños total 3:07
2. Sin título (demo) 5:45

## Reediciones
En 2005 se incluyó, en formato CD, en la caja Singles 1993-2004. Todas sus caras A / Todas sus caras B (RCA - BMG). El cofre se reeditó, tanto en CD como en vinilo de 10 pulgadas, por Octubre / Sony en 2015.
En 2015 Octubre publica el sencillo en vinilo de siete pulgadas en una edición de 500 copias.

## Influencias
El cantante del grupo, Jota, desvela en la Emisión telepática aleatoria universal (nombre de la sección con la que colaboró con la emisora en línea Radio Gladys Palmera hasta diciembre de 2013) difundida el 30 de mayo de 2013 que la canción se basa en el tema de Beef Rebelde sin caspa (Tongues, Acuarela Discos, 1995) y en el sonido de Superchunk. Skip Steps 1 & 3, del álbum No Pocky for Kitty (Matador Records, 1991) es la canción que Jota pone como ejemplo.

## Versiones deCumpleaños total
- Tu Otra Bonita versionan la canción en el disco homenaje Bienvenido a los 90 presenta: Una semana en el motor de un autobús (Bienvenido a los 90 / Bandcamp 2018).[3]
- Es grabada por los actores Daniel Ibáñez, Cristalino, Mafo y Chesco Ruíz que interpretan a Los Planetas en la película Segundo premio (2024), película que refleja el proceso de creación de Una semana en el motor de un autobús.